# Elysium (álbum de Stratovarius)
Elysium es el décimo cuarto álbum de estudio de la banda finlandesa de power metal Stratovarius y último con Jörg Michael en la batería. Fue publicado en Asia el 12 de enero de 2011 por Victor Entertainment, en Europa el 14 de enero por Edel Music. En tan solo una semana, el álbum llegó al puesto 1.º en Finlandia. El disco contiene la canción más larga de su carrera «Elysium», de 18:07 minutos de duración, junto con otros ocho temas. Se ha publicado también una edición de coleccionista que trae un segundo disco con los demos del álbum y un disco en vinilo con 2 canciones adicionales. El disco está compuesto por 9 canciones y 13 en la edición de Japón.
La canción «Under Flaming Skies», estrenada como sencillo el 13 de septiembre del 2011, y como videoclip. En el 2024 se publicó un segundo vídeo de «Event Horizon».

## Listado de canciones
1. «Darkest Hours» - 4:11
2. «Under Flaming Skies» -   3:52
3. «Infernal Maze» -             5:38
4. «Fairness Justified» -        4:21
5. «The Game Never Ends» -       3:54
6. «Lifetime in a Moment» -      6:39
7. «Move the Mountain» -         5:34
8. «Event Horizon» -             4:24
9. «Elysium»  -                 18:07
10. «Castaway» (extra en la edición de Japón) - 4:40
11. «Darkest Hours (Demo)» (extra en la edición de Japón) - 4:35
12. «Against The Wind» (live) (extra en la edición de Japón) - 4:02
13. «Black Diamond» (live) (extra en la edición de Japón) - 7:30

## Edición en vinilo
1. A«Hallowed»   (extra) - 5:57
2. B«Last Shore» (extra) - 5:51

## Formación
- Timo Kotipelto – voz
- Matias Kupiainen – guitarras, producción
- Jens Johansson – teclados
- Jörg Michael – baterías y percusión
- Lauri Porra – bajo
- Mikko Karmila – mezclas